# José de Zaragoza y Lechuga-Muñoz
José de Zaragoza y Lechuga-Muñoz (m. Madrid, 3 de febrer de 1869) fou un advocat i polític espanyol del segle xix, diputat al Congrés dels Diputats durant el regnat d'Isabel II d'Espanya i acadèmic de la Reial Acadèmia de la Història.
Va ocupar diversos càrrecs polític. En 1848 va ser governador civil de la província de Madrid i fou diputat a les Corts pel districte d'Almagro (província de Ciudad Real) de 1843 a 1851, 1853, 1857-1858, 1864-1865 i 1867-1868, i per Granada el 1862-1864. També fou vicepresident del Congrés dels Diputats en 1851. Establert a Granada, fou membre de la seva Societat Econòmica d'Amics del País. A la mort d'Alberto Lista va ingressar a la Reial Acadèmia de la Història amb el discurs Estudios históricos del Cardenal Cisneros.